# Dilema de Eutífron

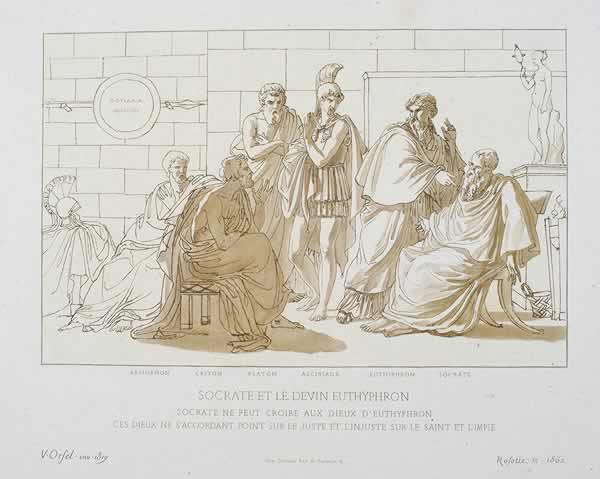
Figura esboço sobre o Dilema de Eutífron

O dilema de Eutífron é apresentado por Platão no diálogo Eutífron, no qual Sócrates pergunta a Eutífron: "Então, a piedade (τὸ ὅσιον) é amada pelos deuses porque é piedade, ou é piedade porque é amada pelos deuses?"
Em termos monoteístas, isto é usualmente transformado em: "A moral é comandada por Deus por ser moral ou é moral por ser comandada por Deus?" O dilema continuou a apresentar um problema para os teístas desde que Platão o colocou e ainda é objeto de debates teológicos e filosóficos.

## Fonte
- Este artigo foi inicialmente traduzido, total ou parcialmente, do artigo da Wikipédia em inglês cujo título é «Euthyphro dilemma», especificamente desta versão.